# Rybno (Gniewino)
Rybno (deutsch Rieben) ist ein Dorf in der polnischen Woiwodschaft Pommern im Verwaltungsbezirk Landgemeinde Gniewino (Gnewin) im Powiat Wejherowski (Neustädter Kreis).

## Geographische Lage
Das Dorf liegt an der Grenze zwischen Hinterpommern und der historischen Region Westpreußen, etwa 14 Kilometer nordwestlich von Wejherowo (Neustadt in Westpreußen), 23 Kilometer westlich von Puck (Putzig) an der Danziger Bucht und 27 Kilometer nordöstlich von Lębork (Lauenburg in Pommern).

## Geschichte

Rieben, nordwestlich von Neustadt in Westpreußen und nordöstlich von Lauenburg in Hinterpommern, auf einer Landkarte von 1910

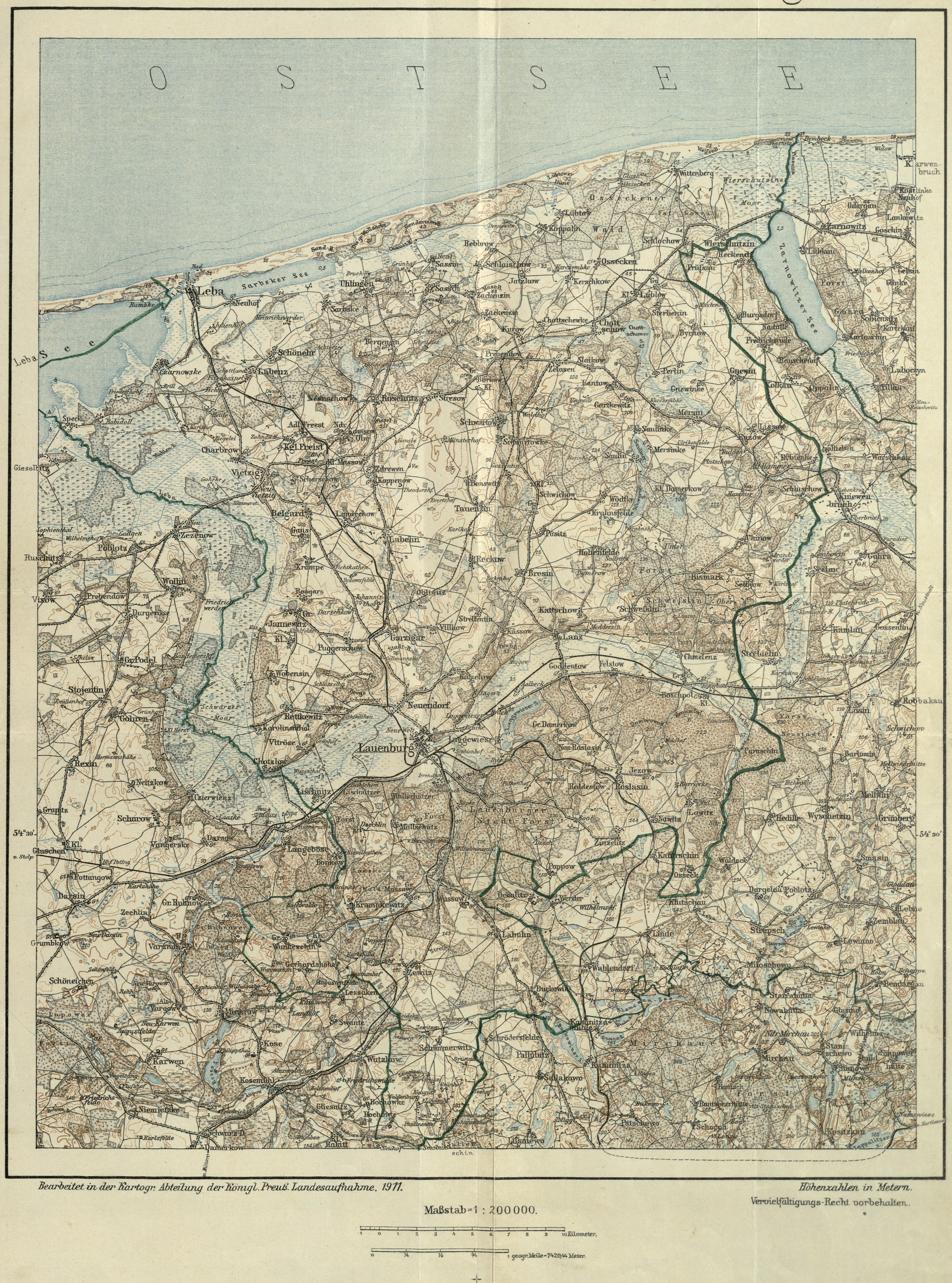
Rieben, ostsüdöstlich der Stadt Leba an der Ostsee, nordöstlich der Stadt Lauenburg in Pommern, südlich der Einmündung des Piasnitzflusses am Südufer des Zarnowitzer Sees und südöstlich des Dorfs Gnewin, auf einer Landkarte von 1911

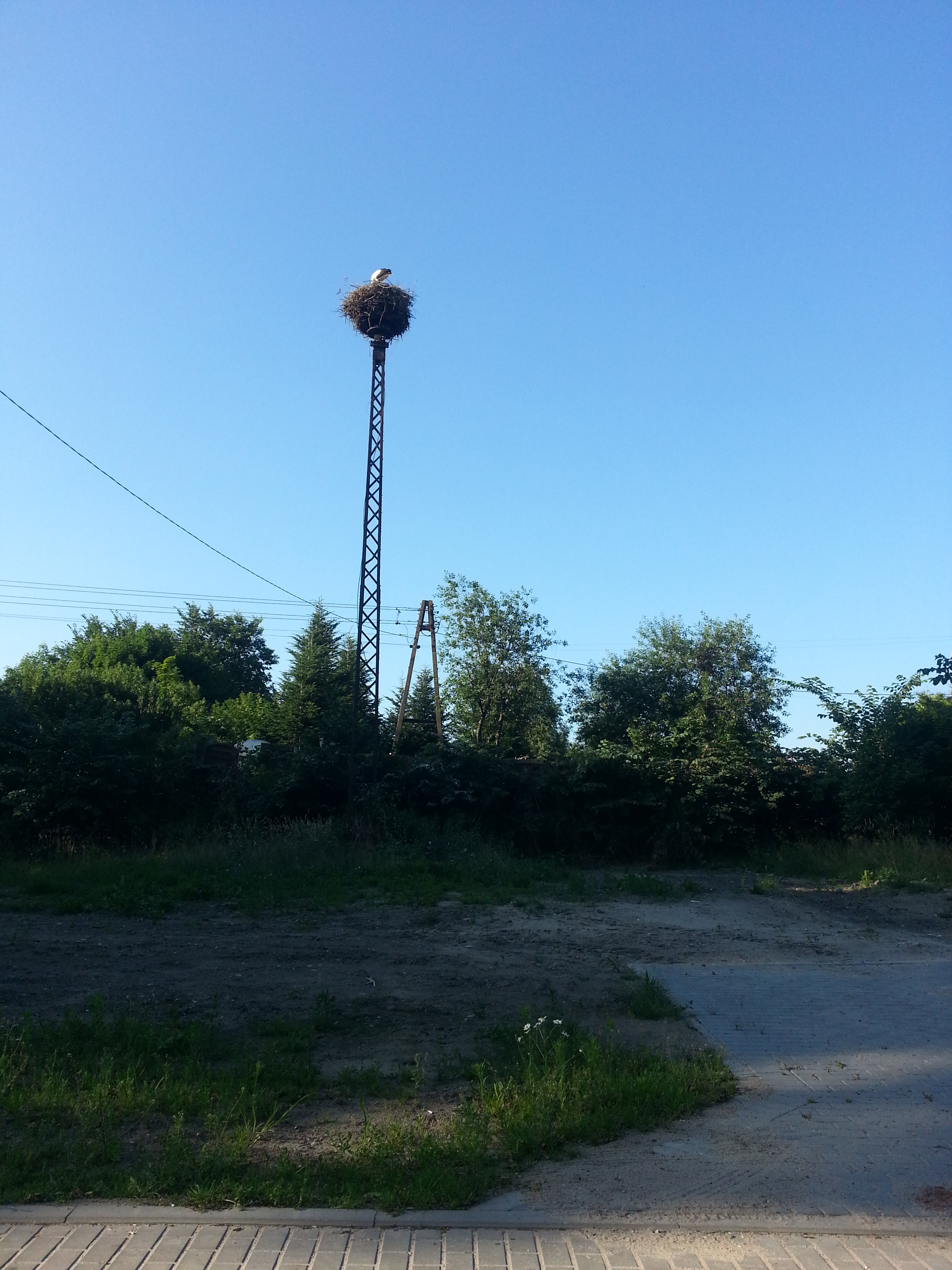
Storchennest auf Eisenmast (2024)

Die Region von Pommerellen gehörte seit 1309 zum Deutschordensstaat Preußen. Am 11. November 1382 gibt der Ordenskomtur Siegfried Walpot von Bassenheim 44 Hufen zu Ryben dem Pantken Marcenowicz zum Besetzen als Dorf. Die Dörfer im Burgbezirk Putzig, zu dem auch Rieben gehörte, hatten an den Deutschen Orden Steuern zu zahlen, Naturalien zu liefern und waren zusätzlich zu bestimmten Dienstleistungen verpflichtet; so hatte das Dorf Ryben ihm beispielsweise einen Soyner (Säumer) zu stellen.
Bei der Zweiteilung Preußens durch den Zweiten Frieden von Thorn wurde das Putziger Gebiet dem autonomen, unter der Schirmherrschaft der Krone Polens stehenden Preußen Königlichen Anteils zugeordnet. Durch sein Dekret vom 16. März 1569 auf dem Lubliner Sejm kündigte König Sigismund II. August die Autonomie Westpreußens jedoch unter Androhung herber Strafen einseitig auf, weshalb die Oberhoheit des polnischen Königs in diesem Teil des ehemaligen Gebiets des Deutschen Ordens von 1569 bis 1772 als Fremdherrschaft empfunden wurde.
Im Zuge der Hexenverfolgung wurde um den Oktober 1663 in Rieben eine Frau Voß als ‚Hexe‘ verbrannt.
Nach der 1772 unter Friedrich dem Großen erfolgten ersten polnischen Teilung kam Rieben zum Königreich Preußen. Um 1776 gehörte Rybno nach dem Putziger Dekanatsbuch der Witwe Bernadine v. Kleist-Prebendow. Im Jahr 1785 wird Rybno als „adliges Vorwerk, Dorf und Krug“ mit vierzehn Feuerstellen (Haushaltungen) bezeichnet. Die Evangelischen in Rieben waren Gäste des evangelischen Kirchspiels von Gnewin. Um 1818 hatte das adlige Dorf 18 Feuerstellen.
Im 19. Jahrhundert war Rieben ein Gutsbezirk. Besitzer des Guts mit Spiritusbrennerei war um 1903 Arnold Jobst, der auch noch 1921 als dessen Besitzer genannt wird.

Ehemaliger Gutshof Rieben
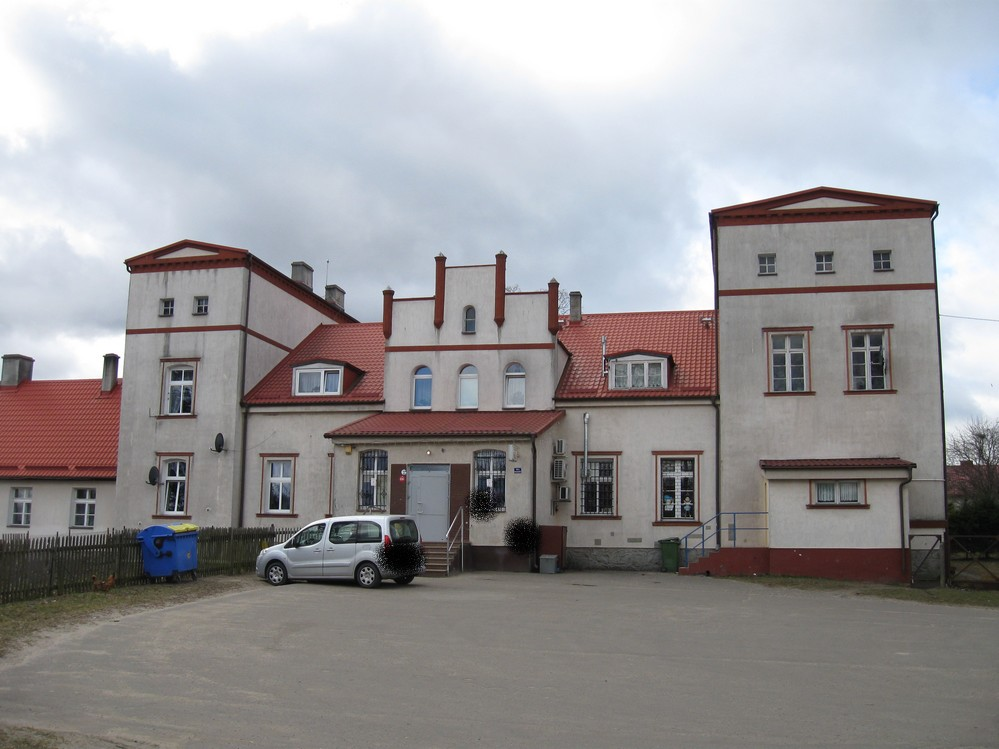
Gutshaus (2016)
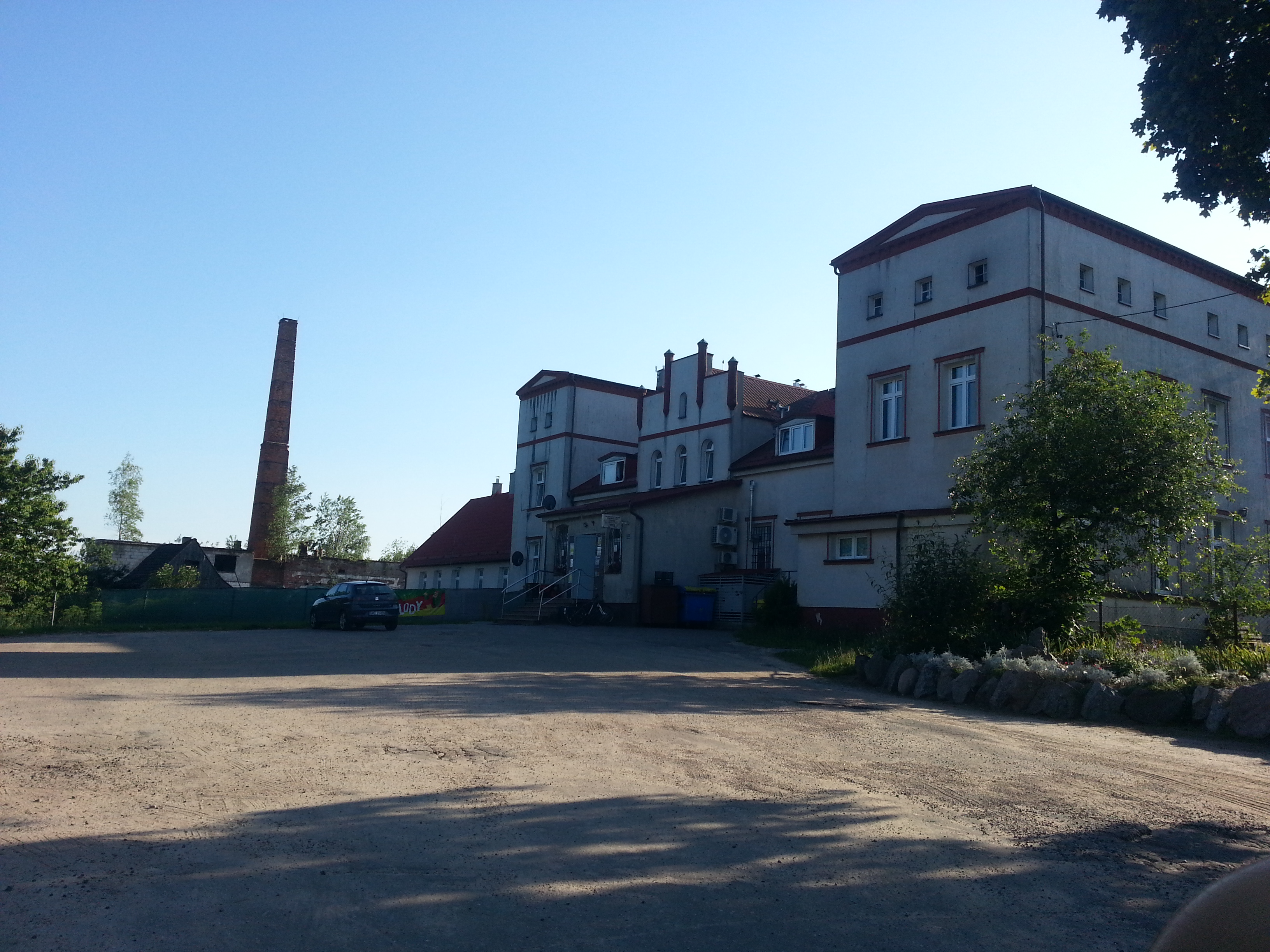
Gutshaus und Brennerei-Ruine (2024)
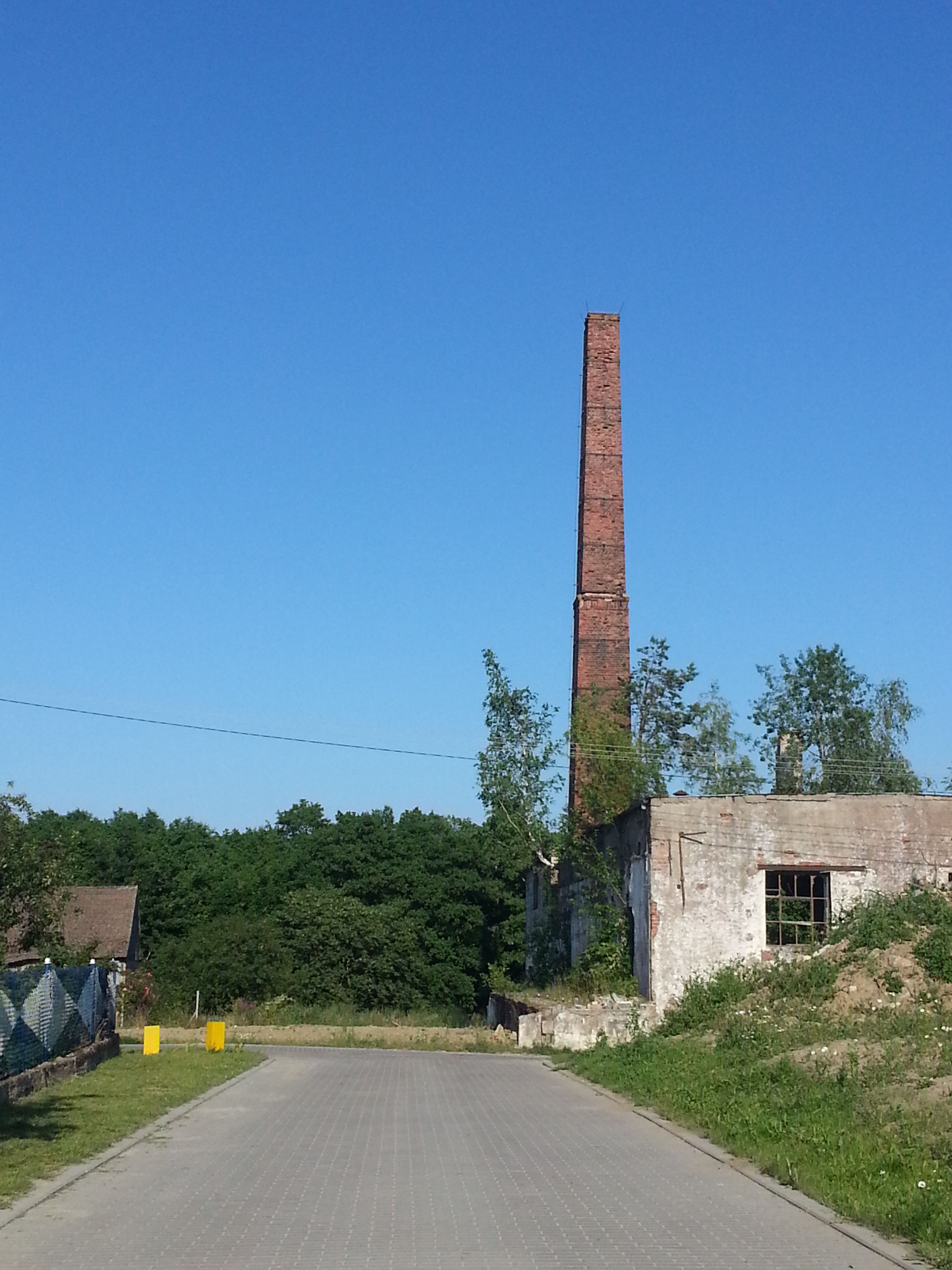
Brennerei-Ruine (2024)

Bis 1919 war Rieben ein Gutsbezirk im Kreis Neustadt im Regierungsbezirk Danzig der Provinz Westpreußen des Deutschen Reichs. Rieben war Sitz des Amtsbezirks Rieben.
Nach dem Ersten Weltkrieg  wurde am 2. August 1919 ein Teil des Amtsbezirks Rieben in den Kreis Lauenburg in Pommern im Regierungsbezirk Köslin der Provinz Pommern umgegliedert, der Rest blieb weiterhin beim Kreis Neustadt, musste jedoch aufgrund der Bestimmungen des Versailler Vertrags am 10. Januar 1920 zum Zweck der Einrichtung des Polnischen Korridors an Polen abgetreten werden. (Nach dem Überfall auf Polen 1939 kam das entnommene Territorium des Polnischen Korridors an das Reichsgebiet zurück.)
Am 1. April 1927 hatte das Gut Rieben eine Flächengröße von 899 Hektar, und am 16. Juni 1925 hatte der Gutsbezirk 288 Einwohner.  Am 30. September 1928 wurde der Gutsbezirks Rieben in eine Landgemeinde gleichen Namens umgewandelt.
Anfang der 1930er Jahre hatte die Landgemeinde Rieben eine Flächengröße von 9 km². Innerhalb der Gemeindegrenzen standen insgesamt 26 bewohnte Wohnhäuser an vier verschiedenen Wohnstätten:
1. Bahnhof Rieben
2. Rieben
3. Riebenkrug
4. Voßhof

Bis 1945 bildete Rieben eine Landgemeinde im Kreis Lauenburg in Pommern im Regierungsbezirk Köslin der preußischen Provinz Pommern im Deutschen Reich.
Gegen Ende des Zweiten Weltkrieges im Frühjahr 1945 erfolgte die Besetzung der Region durch die Rote Armee. Bald darauf wurde der Kreis Lauenburg von der Sowjetunion zusammen mit ganz Hinterpommern und Westpreußen der Volksrepublik Polen zur Verwaltung überlassen. Anschließend begann die Zuwanderung polnischer Zivilisten, von denen die deutschen einheimischen Dorfbewohner aus ihren Häusern und Gehöften gedrängt wurden. Der Ortsname Rieben wurde zu Rybno polonisiert. In der darauf folgenden Zeit wurden die allermeisten Dorfbewohner von der polnischen Administration aus Rieben vertrieben.
Das Dorf ist eine Ortschaft im Verbund der Landgemeinde Gniewino im Powiat Wejherowski, bis 1998 der Woiwodschaft Gdańsk und seither der Woiwodschaft Pommern zugehörig.

### Demographie
| Jahr | Einwohner | Anmerkungen                                                           |
| ---- | --------- | --------------------------------------------------------------------- |
| 1818 | 049       | Dorf, adlige Besitzung; davon 22 Lutheraner und 27 Katholiken         |
| 1852 | 184       | Dorf                                                                  |
| 1864 | 200       | am 3. Dezember, Gutsbezirk                                            |
| 1867 | 258       | am 3. Dezember, Gutsbezirk                                            |
| 1871 | 235       | am 1. Dezember, Gutsbezirk, davon 127 Evangelische und 108 Katholiken |
| 1902 | 253       | davon 126 Deutsche und 127 Polen                                      |
| 1910 | 252       | am 1. Dezember, Gutsbezirk                                            |
| 1925 | 288       | darunter 142 Evangelische und 146 Katholiken                          |
| 1933 | 379       | [ 21 ]                                                                |
| 1939 | 631       | [ 21 ]                                                                |

## Kirche

### Kirchspiel bis 1945
Die vor 1945 hier lebenden evangelischen Dorfbewohner gehörten zum evangelischen Kirchspiel in Schluschow.
Das katholische Kirchspiel war in Wierschutzin.

### Polnisches Kirchspiel seit 1945
Die seit 1945 und Vertreibung der einheimischen Dorfbewohner anwesende polnische Einwohnerschaft ist überwiegend katholisch.
Hier lebende evangelische Polen sind dem weit entfernten Pfarramt der Kreuzkirchengemeinde in Stolp in der Diözese Pommern-Großpolen der Evangelisch-Augsburgischen Kirche in Polen zugeordnet, deren nächstgelegene Predigtstätte in Lębork (Lauenburg in Pommern) ist.

## Söhne und Töchter des Ortes
- Peter von Blanckensee (1858–1914), preußischer Generalmajor